# Dragon Ball : Salut ! Son Goku et ses amis sont de retour !!
 (mai 2024).
Dragon Ball : Salut ! Son Goku et ses amis sont de retour !! (ドラゴンボール オッス！帰ってきた孫悟空と仲間たち！！, Doragon Bōru Ossu! Kaette kita Son Gokū to nakama-tachi!!) est un OAV d'après Dragon Ball de Akira Toriyama, diffusé à l'occasion des quarante ans du magazine Weekly Shōnen Jump. À ce jour, et étant une sortie exclusive à la vidéo, il n'a jamais été doublé en français.

## Résumé
Deux ans ont passé après la défaite de Boo. M. Satan est considéré comme le héros, celui qui a sauvé la planète de la menace Boo. Un gigantesque hôtel a été érigé en commémoration de cette victoire. M. Satan envoie des invitations à Son Goku ainsi qu'à tous ses amis pour une grande fête privée. Chichi, Son Goku, Son Gohan et Son Goten mènent leur petite vie loin de la ville. Son Gohan devra insister pour faire venir Son Goku à la réception. Celui-ci refuse d'abord l'invitation mais, lorsqu'il lui dit qu'il pourra manger autant de nourriture qu'il voudra, Son Goku change rapidement d'avis.
Pendant que la presse interroge M. Satan sur son triomphe face à Boo, la Team Dragon fait la fête et prend part au repas. Durant cette même soirée, un mystérieux personnage fait son entrée. Muni de son détecteur de puissance, le Saïyen Table s'invite à la réception et s'adresse soudainement à Vegeta en le désignant comme son grand frère. Tout le monde semble choqué par cette déclaration si soudaine.
Vegeta déclare plus tard que Table a été envoyé sur une planète quelconque car il n'avait pas de talent pour l'art du combat. Accompagné de sa femme Guru, Table voudrait que Vegeta et ses amis l'aide à abattre Abo et Cado ( アボ et カド (Abo et kado) provenant du mot anglais «avocado» prononcé en japonais) qui ont détruit sa planète et qui sont à sa poursuite. Table supplie Vegeta de l'aider.
Son Goku semble intéressé par ce combat. Il en est de même pour Son Gohan, Trunks et Son Goten. Table aura l'opportunité d'évaluer la puissance de Son Goku lorsque celui-ci se transforma en Super Saïyen. Cependant Son Goku pense qu'un guerrier doit être choisi pour venir à bout de ces deux extraterrestres. Ils tirent alors à la courte paille en devant tirer le plus gros radis du champ de radis de Son Goku et Chichi et c'est Trunks qui est alors désigné. Son Goten finit cependant par prendre part au combat.
Après un combat assez facile pour Trunks et Son Goten, Abo et Cado décide de fusionner pour devenir un nouvel ennemi. Le duo aura alors quelques difficultés à venir à bout de leur nouvel adversaire. Ils fusionneront et deviendront Gotenks. Il utilise la Technique du loup de Yamcha, la Technique du volley-ball de Tenshinhan et enfin le Rolling Thunder Punch, une attaque inventée par lui-même comme les nombreuses autres lors de son combat face à Boo. Par la suite, Piccolo leur vient en aide avec son Makankosappo, Krilin utilise son Kienzan pour sauver C-18, Yamcha utilise sa Technique du loup puis son Sokidan pour sauver Bulma, Plume et Oolong, et enfin Yajirobe utilise son katana suivi de Tortue Géniale pour sauver quelques personnes sur place.
Enfin, Son Goku et Vegeta décident de le combattre. Après avoir rusé pour éloigner Vegeta de ce combat, Son Goku le bat très facilement grâce à un Kamehameha.

## Fiche technique
- Titre original : ドラゴンボール オッス！帰ってきた孫悟空と仲間たち！！ (Doragon Bōru Ossu! Kaette kita Son Gokū to nakama-tachi!!)
- Titre français traduit : Dragon Ball : Salut ! Son Goku et ses amis sont de retour !!
- Réalisation : Yoshihiro Ueda
- Scénario : Takao Koyama et Akira Toriyama, adapté du manga Dragon Ball d’Akira Toriyama
- Musique : Shunsuke Kikuchi
- Société de production :  Toei Animation
- Pays d'origine :  Japon
- Format : Couleur
- Genre : Aventure, fantastique
- Durée : 35 minutes
- Date de sortie : 21 septembre 2008

## Distribution
- Takahiro Fujimoto : Reporter
- Toshio Furukawa : Piccolo
- Tōru Furuya : Yamcha
- Daisuke Gōri : M. Satan, Gyumao, Tortue
- Aiko Hibi : Reporter
- Ryō Horikawa : Vegeta
- Kanae Itō : Enfant
- Miki Itō : C-18
- Takeshi Kusao : Trunks
- Hiroshi Masuoka : Tortue géniale
- Yasunori Masutani : Avo Cado
- Yūko Minaguchi : Videl
- Masakazu Morita : Table
- Kumiko Nishihara : Gure
- Masako Nozawa : Son Goku, Son Gohan, Son Goten
- Yūsuke Numata : Abo
- Hiroshi Okamoto : Reporter
- Umeka Shoji : Reporter
- Eiji Takemoto : Manager
- Kazunari Tanaka : Cado
- Mayumi Tanaka : Krilin, Yajirobe
- Naoki Tatsuta : Oolong, Bubbles
- Hiromi Tsuru : Bulma
- Naoko Watanabe : Pual, Chichi
- Jōji Yanami : Narrateur
- Saitou Yuka : Jeune femme

## Rendu graphique
Le style graphique n'est pas vraiment dans la filiation de la série ou des films antérieurs, mais inspiré des travaux artistiques de Toriyama, le tout avec les techniques actuelles d'animation numérique.

## Autour du film
Ce film sort dans le cadre du Jump Super Anime Tour. Il y a dans ce Jump Super Anime Tour également One Piece, l'affiche joue ainsi sur une hypothétique adaptation de Cross Epoch, le cross-over entre ces deux séries.
Le film semble se situer après L'Attaque du dragon.
Quatre nouveaux personnages font leur apparition : deux aliens, Abo (en bleu) et Cado (en rouge), portant des combinaisons Saïyens car ce sont des survivants de l'armée de Freezer ; Table, un nouveau guerrier Saïyen, qui est le frère caché de Vegeta, ainsi que Gure, une petite extraterrestre blanche qui est la femme de Table.
Le film a été diffusé au Japon à la fin du mois de septembre 2008 en présence d'Akira Toriyama. Malgré la durée plutôt faible de ce film, il a remporté un franc succès auprès du public présent ce jour-là.
Le film a été diffusé le 24 novembre 2008 en streaming sur le site officiel de la Shūeisha. Le film peut être visionné uniquement grâce au lecteur fournit sur le site. Le film a été sous-titré en français, en anglais et en allemand.
La raison de la non-apparition de Tenshinhan est dû au fait que son seiyū Hirotaka Suzuoki est décédé. À part lui, tous les comédiens de la série sont présents et reprennent leur rôle. Néanmoins, un petit clin d'œil lui a été réservé.
C'est la première fois depuis le début de la série Dragon Ball Z qu'il y a Lunch aux côtés de Son Goku, Bulma et les autres.
Il y a même à un moment du film maître Kaio, Gregory et Bubbles en arrière-plan, chose normalement improbable puisqu'ils sont dans l'autre monde.

## Continuité dans l'histoire
Il existe plusieurs incohérences dans le film : 
Quand Table arrive sur Terre, C-18 dit qu'elle ressent un Ki puissant alors qu'elle n'est pas capable de ressentir le Ki.
Son Goten et Trunks font appel à la danse de la fusion. Le premier essai est raté. Ils la recommencent donc mais cette technique est censée durer trente minutes alors que dans le film elle peut varier (il semble que ce soit à la guise des personnages).